# Hyundai Ioniq 6
La Hyundai Ioniq 6 est une berline électrique de la branche électrique Ioniq du constructeur automobile sud-coréen Hyundai, commercialisée à partir de 2022. Elle est le second modèle de la branche de voitures électriques du groupe Hyundai après la Ioniq 5. La Hyundai IONIQ 6 a eu une popularité fulgurante depuis sa sortie.

## Présentation
La Hyundai Ioniq 6 est présentée le 28 juin 2022. En France, le pré-lancement a lieu en octobre (série limitée de lancement) et la gamme complète est commercialisée fin décembre.
Le design de la Ioniq 6, selon Hyundai, est principalement inspiré du style « streamline » présent durant les années 1930 dans le domaine automobile, afin de soigner l'aérodynamique. Ainsi, le Cx de cette grande berline est de 0,21.

## Caractéristiques techniques
La Ioniq 6 repose sur la nouvelle plateforme technique E-GMP (E-Global Modular Platform) destinée aux véhicules électriques du groupe coréen.

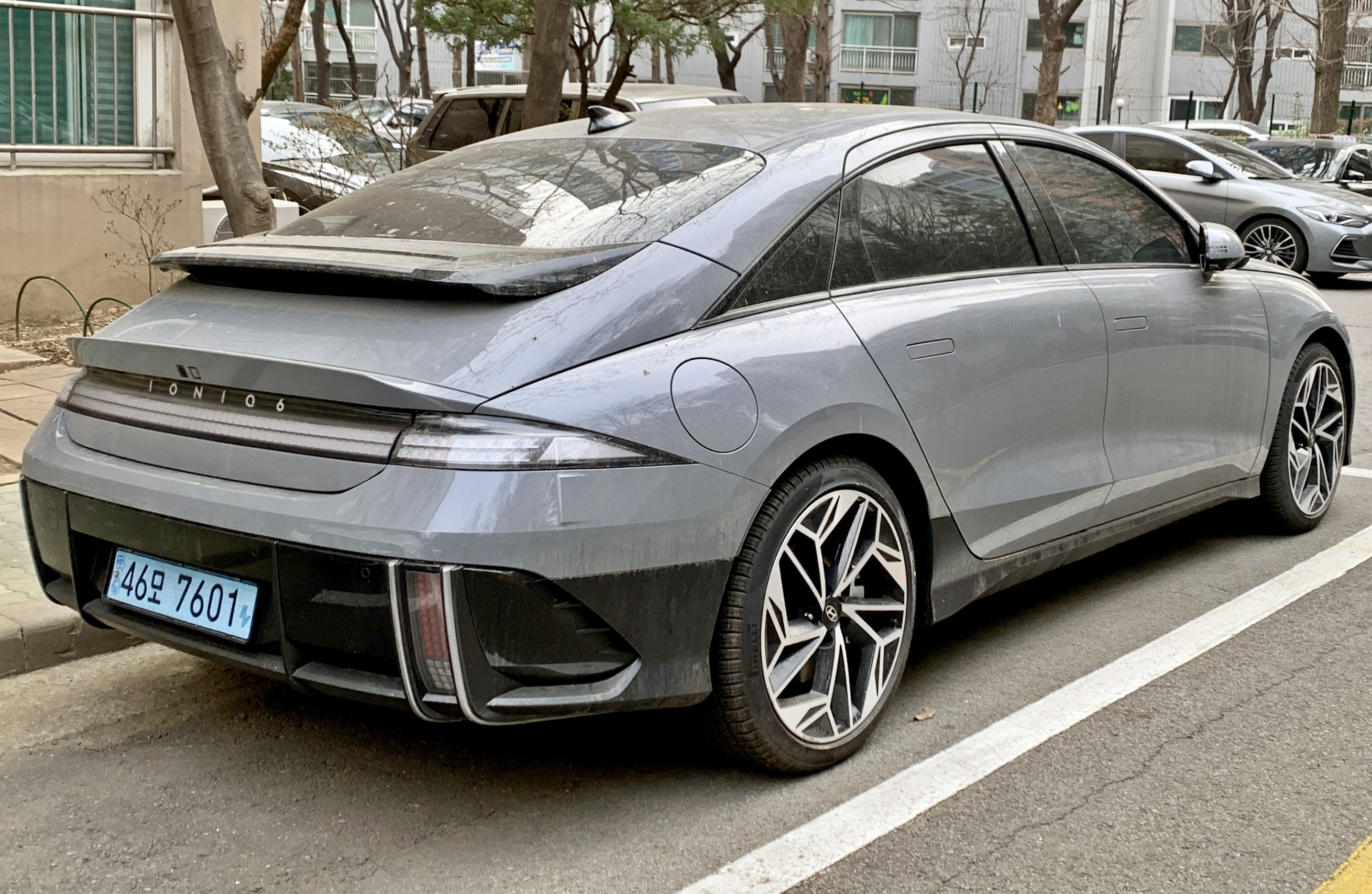
partie postérieure
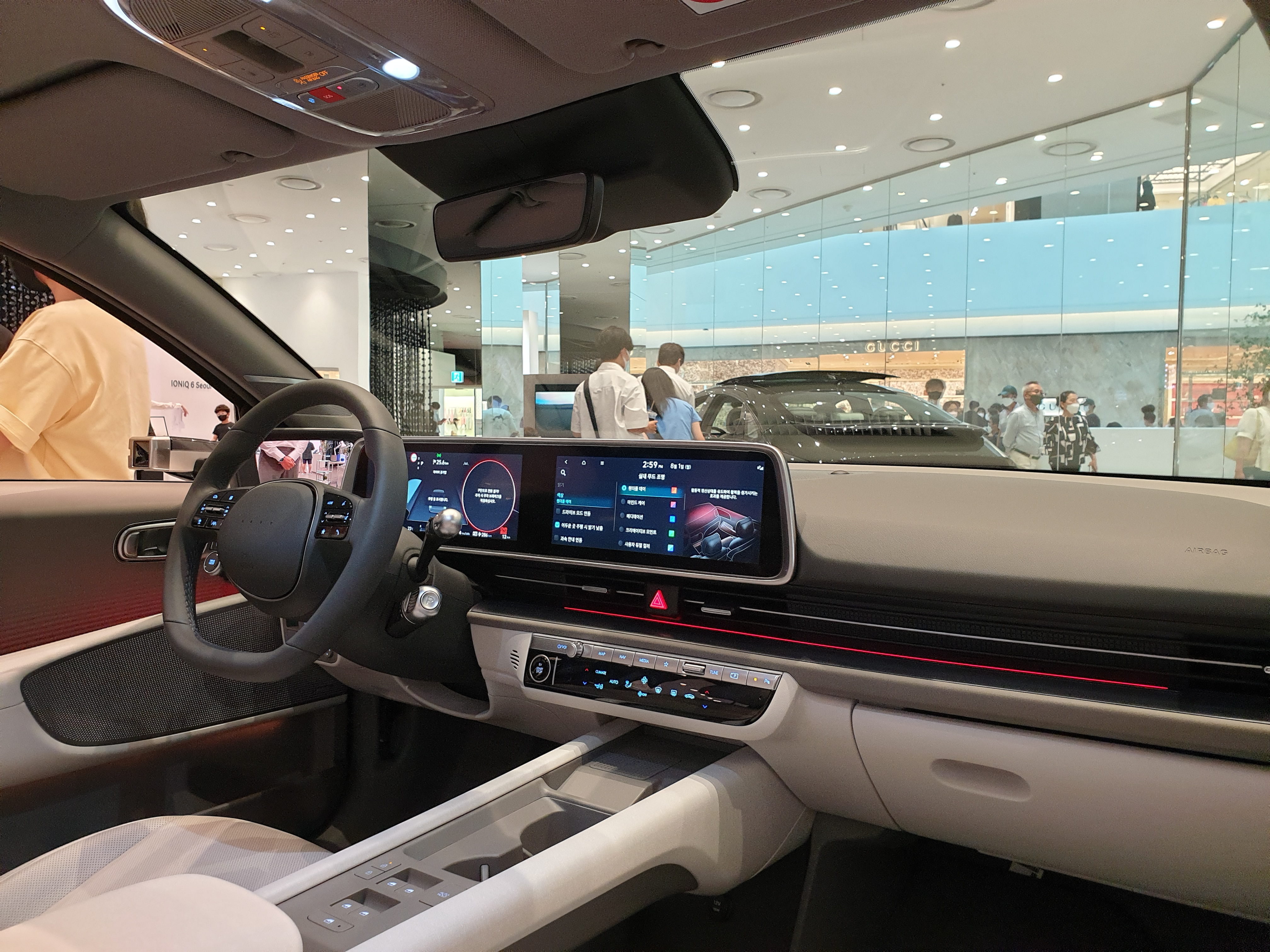

### Batterie
| Logo de Hyundai                  | Ioniq 6       | Ioniq 6       | Ioniq 6                                |
| Logo de Hyundai                  | 58 kWh        | 77 kWh*       | 77 kWh*                                |
| -------------------------------- | ------------- | ------------- | -------------------------------------- |
| Puissance moteur électrique (kW) | arrière : 125 | arrière : 160 | avant : 70 arrière : 155               |
| Puissance maximale (ch)          | 170 (125)     | 218 (160)     | 306 (224,6)                            |
| Couple maximal (N m)             | 350           | 350           | avant : 255 arrière : 350 cumulé : 605 |
| Transmission                     | Propulsion    | Propulsion    | Intégrale                              |
| Vitesse maximale (en km/h)       |               |               |                                        |
| 0-100 km/h (en s)                |               |               |                                        |
| Masse à vide (kg)                |               |               |                                        |
| Batterie                         |               |               |                                        |
| Type                             | Lithium Ion   | Lithium Ion   | Lithium Ion                            |
| Capacité brute (kWh)             | 58            | 77,4          | 77,4                                   |
| Autonomie WLTP (km)              |               |               |                                        |
| Temps de recharge                |               |               |                                        |
| sur une Wallbox 11 kW            |               |               |                                        |
| sur une borne 50 kW              |               |               |                                        |
| sur une borne 250 kW (DC)        | 18min         | 18min         |                                        |

## Finitions
Finitions au lancement de la Ioniq 6 en France :
- Intuitive
- Creative
- Executive

|                                       | Intuitive | Creative | Executive |
| ------------------------------------- | --------- | -------- | --------- |
| Propulsion 229 ch                     | 52 200 €  | 56 800 € | 61 300 €  |
| HTrac (transmission intégrale) 325 ch | -         | -        | 65 200 €  |

Les tarifs indiqués ci-dessus n'incluent pas le bonus écologique.

### Série spéciale
- First Edition (premières livraisons en 2023, 250 exemplaires en France[3])

### Couleurs
La Ioniq 6 est disponible en quatre teintes de carrosserie : Nocturne Grey Metal (gris anthracite), Gravity Gold Matte (gris métal), Serenity White Pearl (blanc) et Biophilic Blue Pearl (bleu).

## Concept car
La Hyundai Ioniq 6 est préfigurée par le concept car Hyundai Prophecy présenté le 3 mars 2020.

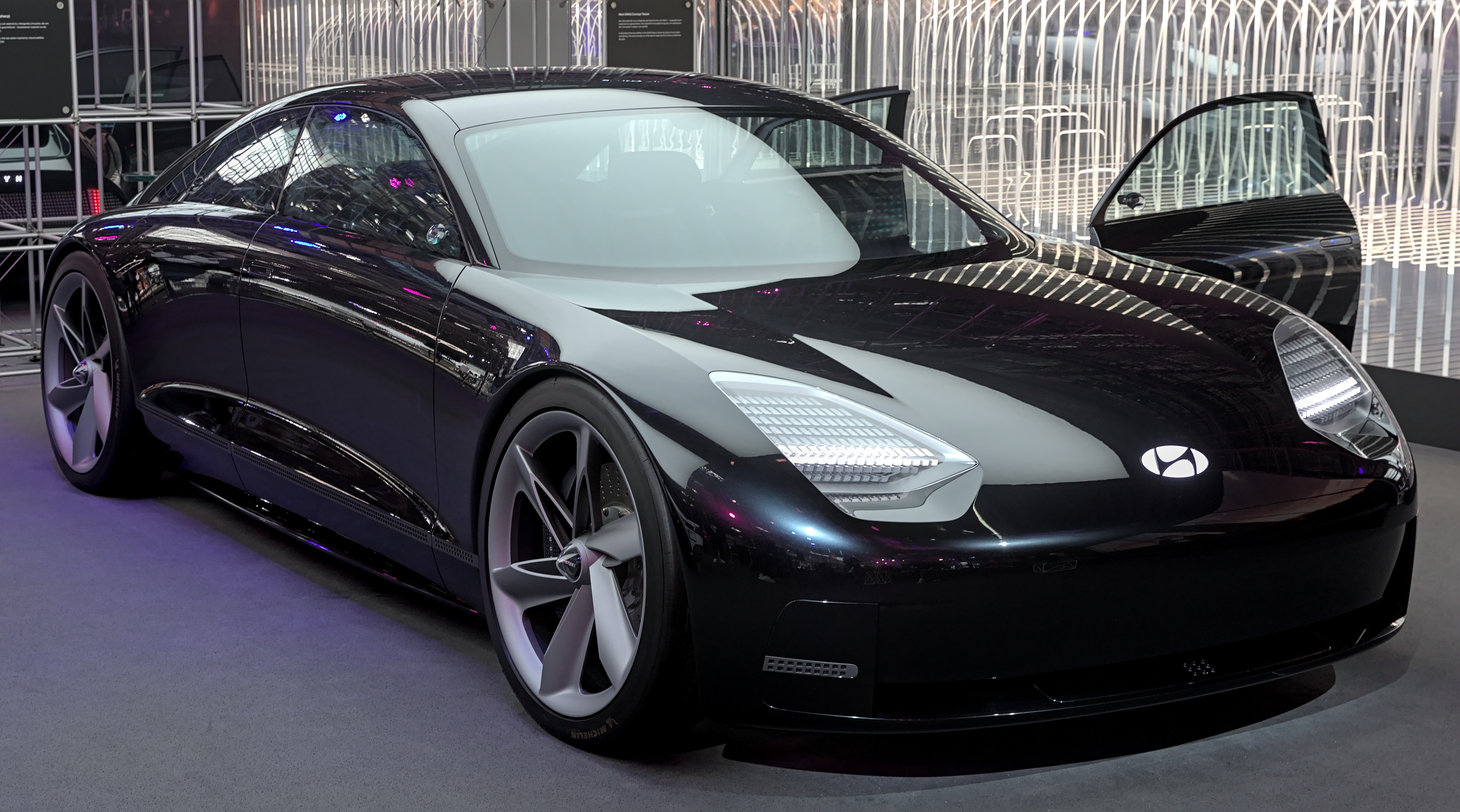
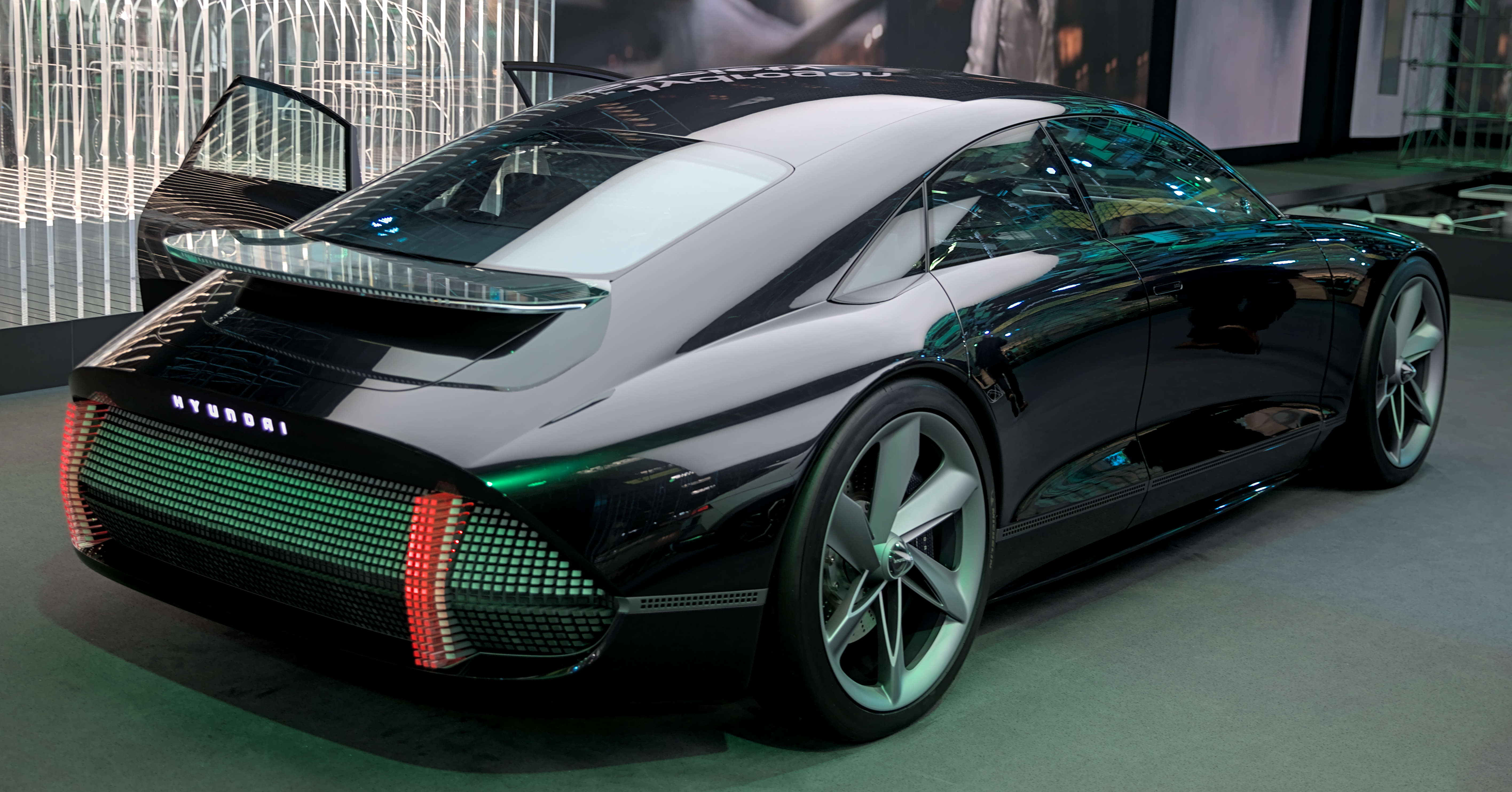

## Prix et distinctions
- World Car of the Year 2023[8],[9]
- World Car Design of the Year 2023[10],[9]
- World Electric Vehicle of the Year 2023[9]
- Irish Car of the Year 2024[11],[12]